# K.G.Lakshmisagara, Mulbagal
K.G.Lakshmisagara là một làng thuộc tehsil Mulbagal, huyện Kolar, bang Karnataka, Ấn Độ.